# Arkharavia
Genre
Espèce
Arkharavia est un genre de dinosaures appartenant à la famille des hadrosauridés dont les espèces vivaient durant la période du Crétacé supérieur et sur le territoire de la Russie actuelle. Le genre Arkharavia a été décrit en 2010 par Vladimir Alifanov (d) et Yuri L. Bolotsky, L'espèce type est dénommée Arkharavia heterocoelica.

## Holotype
Le spécimen holotype est constitué d'une seule vertèbre caudale antérieure. Une dent et quelques vertèbres proximales de la queue - situées près de la base de la queue - ont été décrites à l'origine comme appartenant à cette espèce, cependant, elles pourraient aussi appartenir à un hadrosaure indéterminé.

## Classification
Arkharavia a été classé comme un titanosauriformes et est censé être lié à Chubutisaurus, un sauropode du Crétacé d'Argentine. Cependant, une étude plus approfondie a montré que les vertèbres décrite avec l'holotype appartenaient en fait à un hadrosauridé. 
La vertèbre holotype est actuellement considérée comme un somphospondylien indéterminé.